# رأسمالية جماعية
الرأسمالية الجماعية هي أحد أشكال الرأسمالية التي ظهرت لأول مرة في اليابان بعد الحرب العالمية الثانية وانتشرت منذ ذلك الحين إلى كوريا الجنوبية وتايوان وسنغافورة وغيرها من دول شرق آسيا. ولقد أثرت الرأسمالية الجماعية في نشأة الرأسمالية الصينية (انظر الرأسمالية بالسمات الصينية).

## نظرية الرأسمالية الجماعية
تركز الرأسمالية الجماعية على العلاقات التعاونية طويلة الأمد التي تؤدي إلى إيجاد اقتصاد موجه من «الأسواق الارتباطية». ومن أمثلة ذلك ملكية الأسهم المتبادلة، حيث تمتلك العديد من الشركات أسهمًا في الشركات الأخرى؛ وهذا يؤدي إلى تولد روح التعاون بين الشركات المشتركة حيث يكون لكل شركة مصلحة في أداء الشركة الأخرى. ومن الأمثلة الجيدة على ذلك الاقتصاد الياباني، حيث تكون نسبة 40% من الأسهم المتداول عليها في بورصة طوكيو مملوكة للمجموعات الصناعية المعروفة باسم كيجو شيودان بينما تمتلك شبكة ملكية الأسهم المتبادلة المعروفة باسم كيريتسو 30%. ويؤدي هذا إلى إيجاد حالة من الاستقرار في الملكية، حيث تقل احتمالية حدوث استحواذ عدائي، ويتم كذلك تشجيع المنافسة «الشريفة» بين الشركات لتحقيق التميز ولكن لمصلحة الآخرين ولمصلحة أنفسهم.

## معلومات تاريخية
انظر أيضًا: اليابان بعد الحرب، اقتصاد اليابان
نشأت الرأسمالية الجماعية من إعادة الهيكلة الاقتصادية والاجتماعية في اليابان بعد الحرب العالمية الثانية. فلقد أثبت برنامج التطوير الصناعي هذا نجاحًا منقطع النظير، وحدث نمو هائل ومذهل في اليابان، ولقد أدى هذا إلى تبني اليابان مبدأ الرأسمالية الجماعية بصورة دائمة. فيوجد في اليابان الآن ثالث أكبر اقتصاد في العالم بفضل تعادل القدرة الشرائية وهي ثاني أكبر سوق من حيث سعر الصرف في السوق.
يمكن ملاحظة تأثير الرأسمالية الجماعية في اليابان الحديثة. فلقد أصبح العمال - لا سيما من يعملون في الشركات الكبيرة - مشاركين في الشركة بأساليب مختلفة عما يحدث في أي نظام رأسمالي آخر مثل الولايات المتحدة. ففي مقابل الولاء والعمل الشاق، يتوقع العمال بصورة تقليدية الحصول على المزيد والمزيد من أرباب الأعمال أكثر من نظرائهم في الغرب، ومن أمثلة ذلك تأمين الوظيفة - غالبًا مدى الحياة - والمعاشات والحماية الاجتماعية. فهذا النظام من التعاون الجماعي وسيطرة العمالة على سياسة الشركة أدى إلى تسمية بعض النقاد للنظام الياباني باسم نظام «شعبي».

## الانتقادات
أعرب العديد من النقاد عن تخوفاتهم من أنه في حين أن الرأسمالية الجماعية تقدم في الغالب فوائد قيمة للعمال، فإنها تضع عليهم وعلى أسرهم مطالب مرتفعة. ومن أمثلة ذلك الشائعة ساعات العمل الطويلة ومستويات مرتفعة من التربية، مما يؤدي إلى ارتفاع مستويات الكرب وحدوث حالات وفاة نتيجة طول ساعات العمل بين القوة العاملة اليابانية.